# Romaria Senhor dos Passos

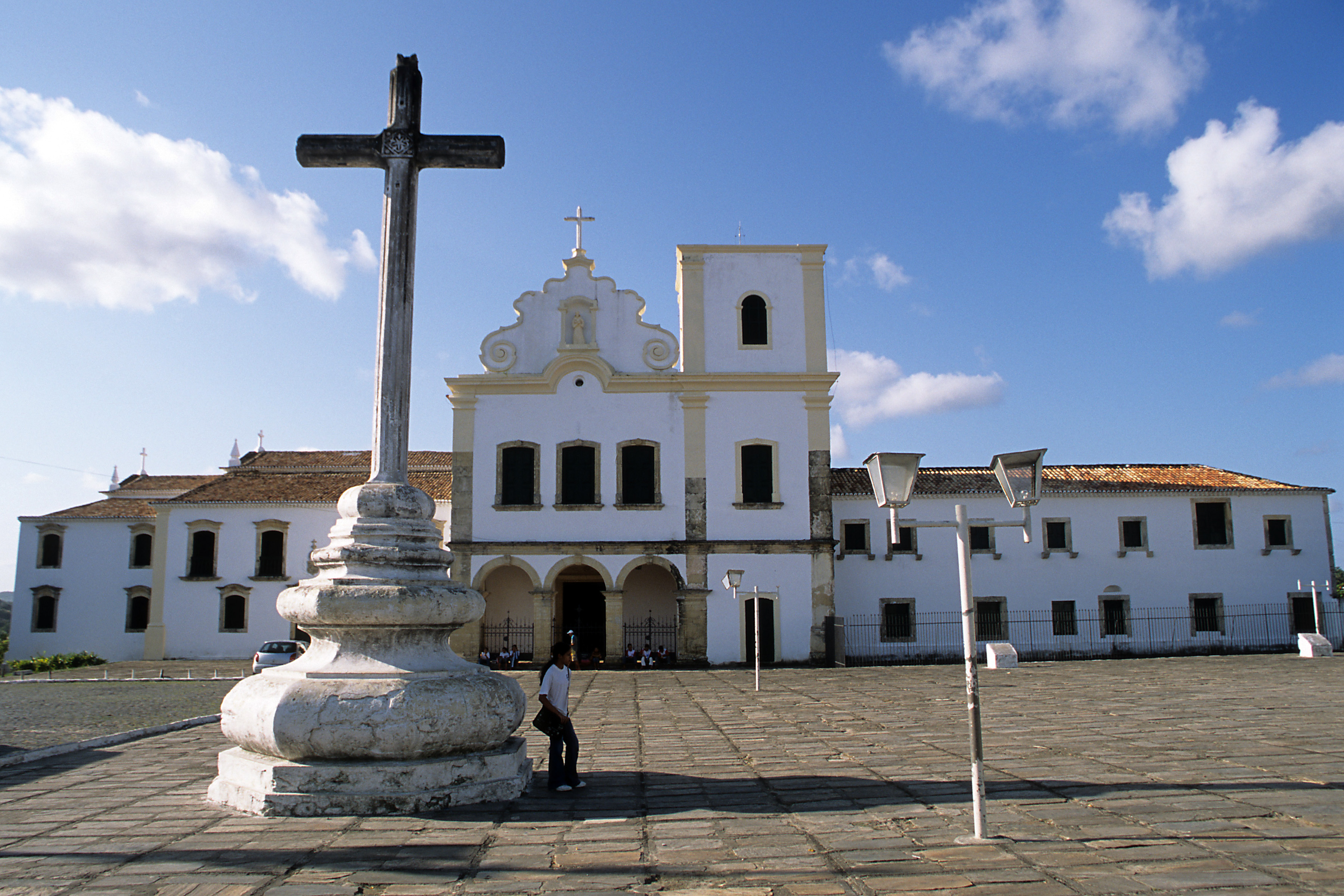
Praça São Francisco, palco do Sermão do Encontro.

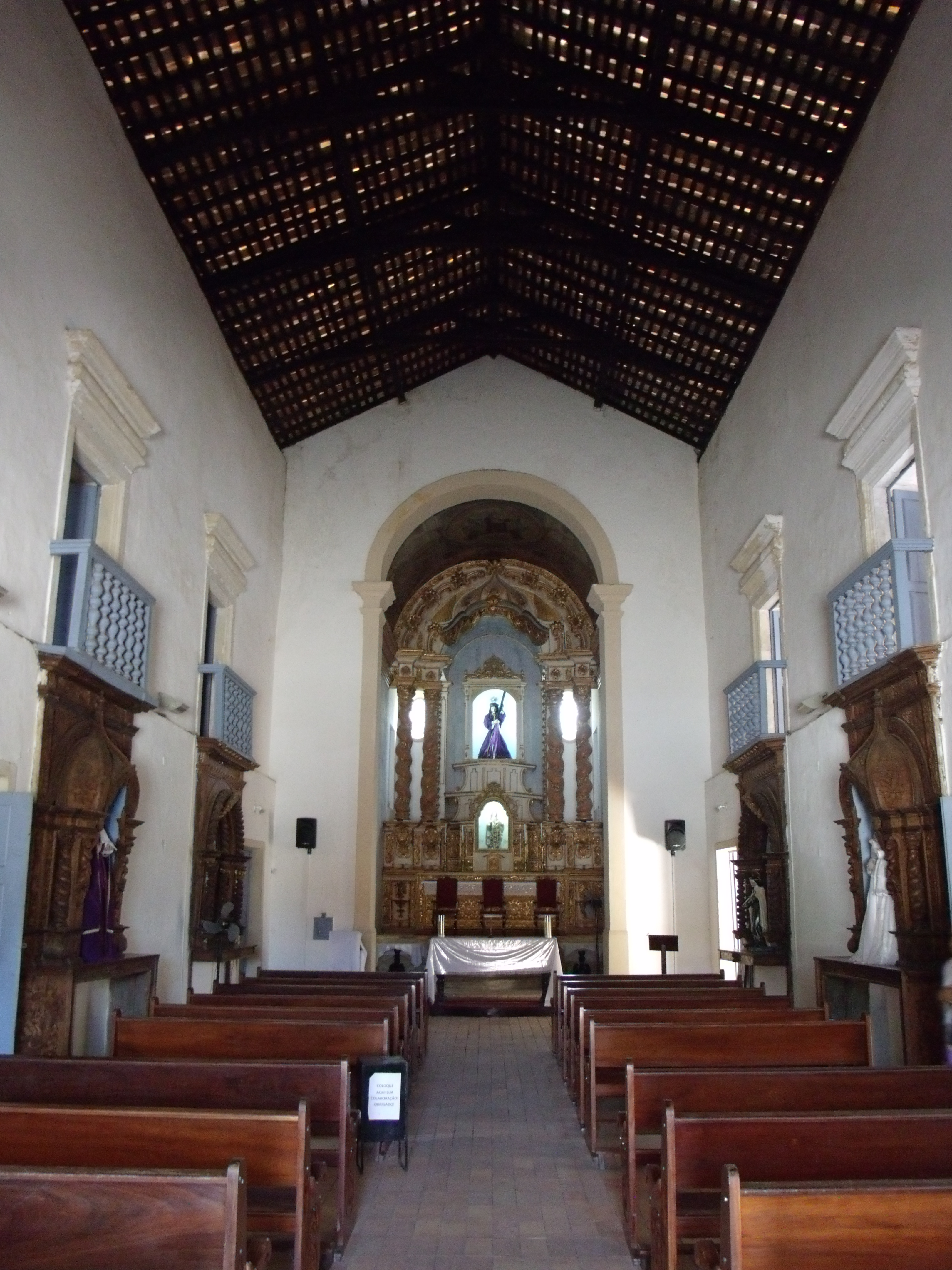
Igreja da Ordem Terceira do Carmo, abrigo da venerada imagem do Senhor dos Passos

A romaria do Senhor dos Passos é uma das principais celebrações religiosas do Nordeste brasileiro e reúne mais de 150.000 romeiros oriundos de várias partes do Nordeste. A romaria é realizada na cidade de São Cristóvão, primeira capital de Sergipe. A solenidade teve origem a partir do momento no qual, na segunda metade do século XVIII dois pescadores acharam uma caixa boiando no Rio Paramopama, com a inscrição: "Para a Cidade de Sergipe d'El Rey". Na caixa havia a imagem do Senhor dos Passos, considerada uma das mais belas no país. Os pescadores levaram a imagem para a Igreja da Ordem Terceira do Carmo de São Cristóvão. Com isso, teve início a mais expressiva manifestação penitencial de Sergipe, com a realização de duas procissões. A primeira, no segundo sábado da Quaresma, é noturna e ocorre com a trasladação da imagem velada do Senhor dos Passos entre a Igreja da Ordem Terceira do Carmo e a Matriz Nossa Senhora da Vitória. Na tarde do domingo, ocorre a Procissão do Encontro, com as imagens do Senhor dos Passos e de Nossa Senhora da Soledade. Na Praça São Francisco, Patrimônio Cultural da Humanidade, ocorre o encontro, o Sermão do Encontro e o Canto da Verônica.
A romaria é organizada pelos Frades Carmelitas e no final de semana da segunda semana da Quaresma são realizadas mais de vinte missas. Além disso, também existem os Ofícios do Senhor dos Passos, celebrados durante sete semanas, nas noites de sexta-feira.
Na Igreja da Ordem Terceira do Carmo existe o Museu do Ex-Voto, com um acervo constituído por ex-votos doados pelos romeiros do Senhor dos Passos.